# Баландин, Михаил Фокич
Михаи́л Фоми́ч Бала́ндин (9 октября 1922, село Черевково, Северо-Двинская губерния — 24 февраля 2001, Тирасполь) — советский офицер, участник Великой Отечественной войны, командир взвода 1065-го стрелкового полка 272-й стрелковой дивизии 7-й армии Карельского фронта, младший лейтенант.
Герой Советского Союза (21 июля 1944), лейтенант запаса с 1945 года.

## Биография
Родился 9 октября 1922 года в селе Черевково Сольвычегодского уезда Северо-Двинской губернии (ныне Красноборского района Архангельской области) в семье рабочего.  Член ВКП(б) с 1951 года. До войны проживал в Вельске.Родился в доме № 23 по ул. Нечаевского г. Вельска в семье рабочего. Окончил 7 классов Вельской средней школы № 1, на протяжении одного года учился в Вельском сельскохозяйственном техникуме на овощеводческом отделении. Ввиду тяжелого семейного положения, не окончив обучение в техникуме, вынужден был пойти работать. Работал учеником слесаря в автомастерской, на сплаве до 1941 г.
В Красную армию призван в августе 1941 года Вельским райвоенкоматом Архангельской области. В 1942 году окончил ускоренный курс Лепельского военного пехотного училища. В боях Великой Отечественной войны с апреля 1942 года.
Командир взвода 1065-го стрелкового полка (272-я стрелковая дивизия, 7-я армия, Карельский фронт) комсомолец младший лейтенант Михаил Баландин в составе роты автоматчиков 21 июня 1944 года под огнём врага переплыл реку Свирь, собрал находившиеся на северном берегу лодки и вернулся обратно, обеспечив быстрое и без потерь форсирование реки подразделениями роты в районе города Лодейное Поле Ленинградской области. Его взвод первым достиг противоположного берега, и стремительным броском ворвался во вражескую траншею. Преодолев проволочное заграждение, бойцы под командованием офицера двумя группами атаковали вражеский дзот, младший лейтенант Баландин по-пластунски подобрался к дзоту и забросал его гранатами, уничтожив пулемётный расчёт.
Также сражался М. Ф. Баландин и в последующих боях, при овладении опорными пунктами второй и третьей полос вражеской обороны. Преследуя противника, автоматчики Баландина 4 июля 1944 года на подступах к городу Питкяранта (Карелия) вступили в лесной бой с группой финских солдат. Разорвавшейся миной младший лейтенант Баландин был тяжело ранен в плечо и левую руку, но продолжал командовать взводом. Он принял решение окружить противника и, увлекая за собой бойцов, начал обходной манёвр. Финны, бросая своих раненых, стали поспешно отходить. Командир взвода Баландин преследовал врага до тех пор, пока не упал, потеряв сознание от большой потери крови.
Указом Президиума Верховного Совета СССР от 21 июля 1944 года за образцовое выполнение боевых заданий командования на фронте борьбы с немецкими захватчиками и проявленные при этом мужество и геройство младшему лейтенанту Баландину Михаилу Фокичу присвоено звание Героя Советского Союза с вручением ордена Ленина и медали «Золотая Звезда» (№ 8611).
В конце 1944 года Баландин окончил курсы переподготовки офицерского состава. С 1945 года лейтенант Баландин М. Ф. — в запасе, а затем в отставке. В 1949 году он окончил Кишинёвскую юридическую школу. В 1953—1959 годах работал прокурором бывшего Черевковского района (ныне Красноборского района) Архангельской области, а затем переехал в Молдавию. Жил в городах Теленешты и Калараш (Молдавия). До выхода на пенсию в 1983 году работал адвокатом. С 1991 года жил в городе Тирасполе. Умер 24 февраля 2001 года.

## Награды
- Медаль «Золотая Звезда» Героя Советского Союза (№ 8611)
- Орден Ленина
- Орден Отечественной войны I степени
- Медали, в том числе:
  - Медаль «За победу над Германией в Великой Отечественной войне 1941—1945 гг.»
  - Юбилейная медаль «Двадцать лет Победы в Великой Отечественной войне 1941—1945 гг.»
  - Юбилейная медаль «Тридцать лет Победы в Великой Отечественной войне 1941—1945 гг.»
  - Юбилейная медаль «Сорок лет Победы в Великой Отечественной войне 1941—1945 гг.»

## Память
- Похоронен на кладбище «Дальнее» города Тирасполя.